# Guizhouacris xiai
Guizhouacris xiai är en insektsart som beskrevs av Yin, X.-c. och Xinjiang Li 2006. Guizhouacris xiai ingår i släktet Guizhouacris och familjen gräshoppor. Inga underarter finns listade i Catalogue of Life.